# بيغويراس ديل كاستيلو
بلدية بيغويراس ديل كاستيلو, (بالإسبانية: Piqueras del Castillo)‏، هي إحدى بلديات مقاطعة قونكة إحدى مقاطعات إسبانيا، و التي تقع في منطقة قشتالة لا منتشا وسط البلاد، و المائلة لجهة الشرق من إسبانيا.
يبلغ عدد سكانها 73 نسمة وفقاً لإحصائية سنة (2007).